# Kasteel van Carrouges
Het Kasteel van Carrouges (Frans: Château de Carrouges) is een kasteel in de Franse gemeente Carrouges. Het kasteel is een beschermd historisch monument sinds 1927.

## Geschiedenis
In de 14e eeuw was hier een donjon, die in de 15e eeuw vergroot werd met een vleugel en in de 16e eeuw met een voorgebouw in renaissancestijl. Tijdens de Hugenotenoorlogen van de 16e eeuw werd het kasteel opnieuw versterkt met een bastion. Maar aan het einde van de eeuw kreeg het kasteel opnieuw een residentiële en ceremoniële functie en werden twee nieuwe vleugels en een eretrap ontworpen door François Gabriel gebouwd.